# ウォッシュタブ・ベース

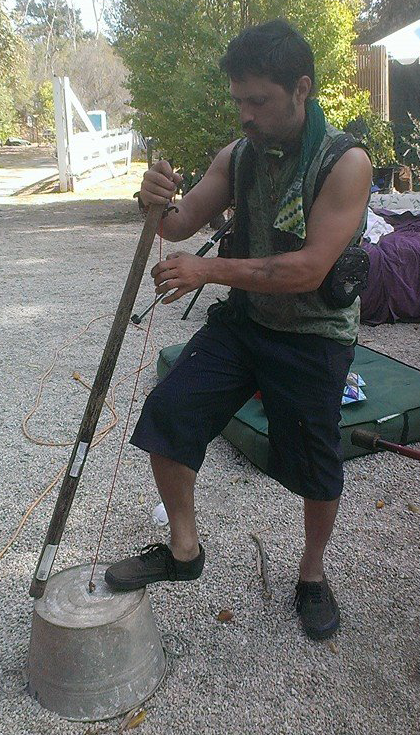
小型のウォッシュタブ・ベースの演奏風景

ウォッシュタブ・ベース（washtub bass）、ないしガットバケット（gutbucket）とは、金属製の洗濯用の盥（ウォッシュタブ）を共鳴胴として用いる、アメリカのフォークソングで使用される弦楽器。ウォッシュタブ・ベースでも4本やそれ以上の数の弦と調弦用の糸巻きを設けることはできるが、伝統的なウォッシュタブ・ベースでは弦の張力を変えるために（ネック代わりの）木の棒を押したり引いたりしてピッチが調整される一本の弦を有している。
ウォッシュタブ・ベースは1900年代初期に一部のアフリカ系アメリカ人のコミュニティで人気のあったジャグ・バンドで使用された。1950年代に、イギリスのスキッフル・バンドが派生型である#ティー・チェスト・ベースを使用しており、1960年代にはアメリカのフォーク・ミュージシャンがジャグ・バンドに影響を受けた音楽でウォッシュタブ・ベースを使用した。
特に共鳴胴の選択による基本設計の変種は世界中で見られる。その結果、楽器の呼び名としては「ガスタンク・ベース」、「バレル・ベース」、「ボックス・ベース」（トリニダード）、「ブッシュ・ベース」（オーストラリア）、「ババトーニ」（南アフリカ）、「タンブー・マレンゲン」（ハイチ）、「ティンゴタランゴ」（キューバ）、「トゥーロン」（イタリア）、「ランドロフォン」などの数多くの異名がある。
伝統的なデザインの特徴は単純で、とても低コストで、自作できることから、歴史的に低所得階層に結び付いてきた。これらのことから現代の製造者は指板、ペダル、ピックアップ、ドラムヘッドなどの追加や、木の棒が動かなくすることなど、基本設計の変更を推進することも非常に一般的である。

## 歴史

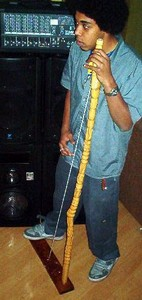
PAシステムで増幅される、エレクトリック "inbindi" ベース

音楽民族学者はこの楽器の起源を、樹皮ないし動物の皮を穴の上に張って共鳴胴とした「グラウンド・ボウ」ないし「グラウンド・ハープ」にさかのぼった。コンゴのバカ族が作る ang-bindi はアフリカおよび東南アジアの部族社会の間で発見された一例にすぎないが、関連する楽器の総称として inbindi が使われている。より持ち運びしやすい共鳴胴の使用を含む設計の進化は、『ダン・バウ』（ベトナム）および『ゴピチャンド』（インド）およびより最近のピックアップを用いて増幅する "electric one-string" などの数多くのバリエーションへとつながった。
ウォッシュタブ・ベースはジャグ・バンドで使用されることがあり、しばしばパーカッションとしての洗濯板を伴っている。はじめは "spasm bands" として知られていたジャグ・バンドは、1900年ごろニューオーリンズの特にアフリカ系アメリカ人の間で人気があり、1925年から1935年にかけてメンフィスおよびルイビルで人気の頂点に達した。
同じころ、アパラチアのヨーロッパ系アメリカ人は「昔懐かしい」民族音楽でこの楽器を使っていた。「ガットバスケット・ブルース」として知られる音楽スタイルはジャグ・バンドのシーンから生まれ、サン・レコードのサム・フィリップスがエルヴィス・プレスリーの最初の録音をしたときに、探していた音楽のタイプとして引用された。
ウィリー・”ザ・ライオン"・スミスの自伝によれば、「ガットバケット」という言葉は、チッターリングの材料で一杯になる自分の手桶ないしバケツを所有していた「黒人の家族」に由来する。「ガットバケット」という音楽用語はローダウン・スタイルの音楽を演奏することから生まれた。
イギリスのスキッフル・バンド、オーストラリアとニュージーランドのブッシュ・バンドや南アフリカのクウェラのバンドでは同じ種類のベースが茶箱（ティー・チェスト）を共鳴胴としている。ジョン・レノンとポール・マッカートニーのビートルズ以前のバンドであるクオリーメンは、1956年ごろの多くの若いバンド同様にティー・チェスト・ベースを採用していた。
アメリカ合衆国での1960年代前半のフォーク・ミュージック・リバイバルがウォッシュタブ・ベースとジャグ・バンドの音楽への興味を再点火した。バンドとしてはのちにグレイトフル・デッドとなったMother McCree's Uptown Jug Championsや、フリッツ・リッチモンドがベースを担当したジム・クウェスキン・ジャグ・バンドなどがいた。

## ティー・チェスト・ベース

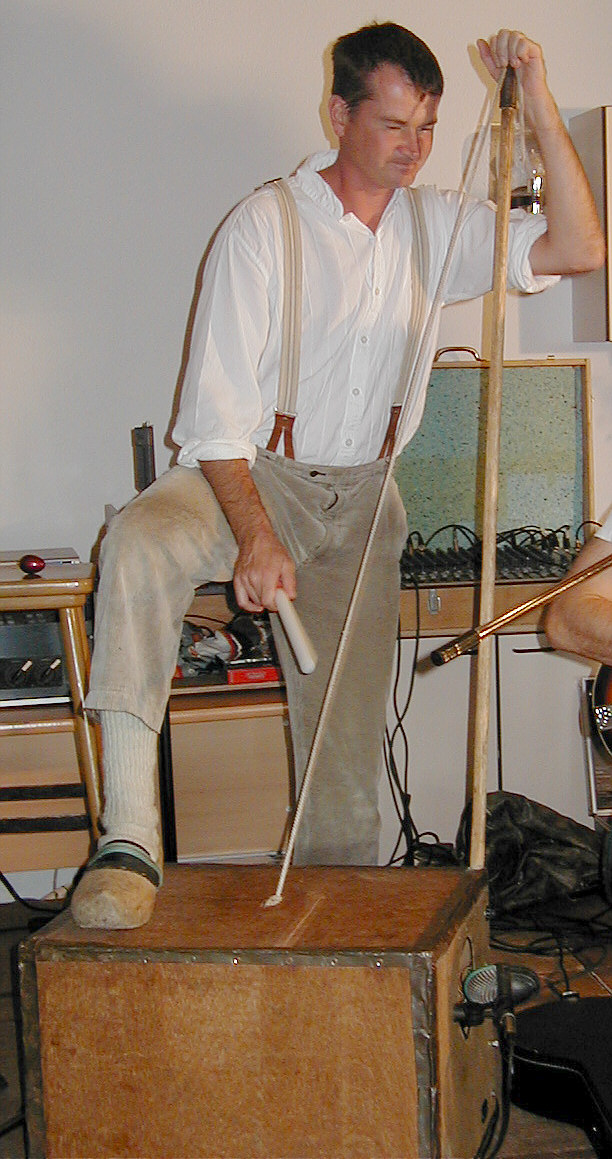
ティー・チェスト・ベース

ティー・チェスト・ベースは、アップライトなベースの共鳴胴としてティー・チェストを用いたウォッシュタブ・ベースの派生形である。この楽器は伝統的には箒の柄を用いるポールをチェストの長手側に固定したものである。一本ないし複数の弦がポールに沿って張られ、はじかれる。
ヨーロッパ、特にイギリスとドイツではこの楽器はスキッフル・バンドと結びついている。オーストラリアでは伝統的に「ブッシュ・バンド」で深いサウンドを生み出すために使用されていたが、今日ではそのようなバンドではエレクトリックベースかダブルベースが使われている。一般的「ブッシュ・ベース」と呼ばれていた。

## その他の派生型

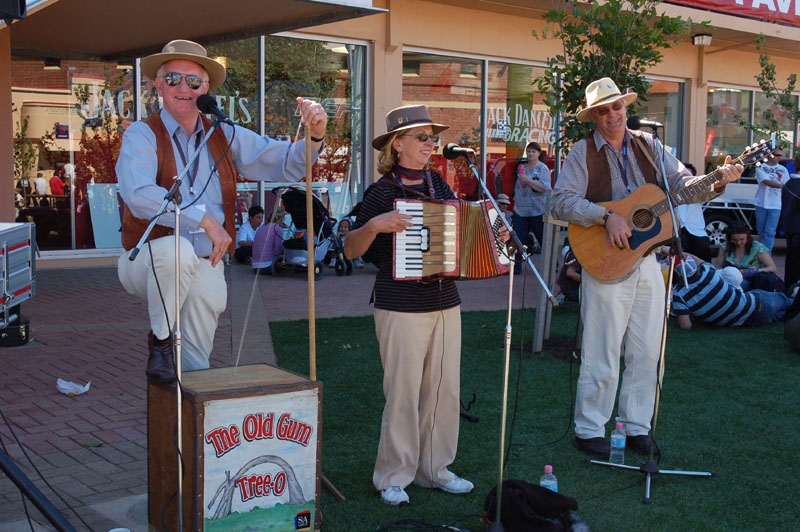
ティー・チェスト奏者が入ったガム・ツリー・ブッシュ・バンド

特に共鳴胴の選択による基本設計のその他の派生形は世界中で見られる：
- ガスタンク・ベース "gas-tank bass"
- バレル・ベース "barrel bass"
- ボックス・ベース "box bass" (トリニダード島)
- ブッシュ・ベース "bush bass" (オーストラリア)
- ババトーニ "babatoni" (南アフリカ)
- ダムダム "dumdum" (ジンバブエ)
- ダン・バウ "dan bau" (ベトナム)
- サンドゥク "sanduku" (ザンジバル)
- タンブー・マレンゲン "tanbou marengwen” 「蚊の太鼓」の意 (ハイチ)
- ティンゴタランゴ "tingotalango" (キューバ)
- トゥーロン "tulòn" (イタリア)

## 注目すべき奏者

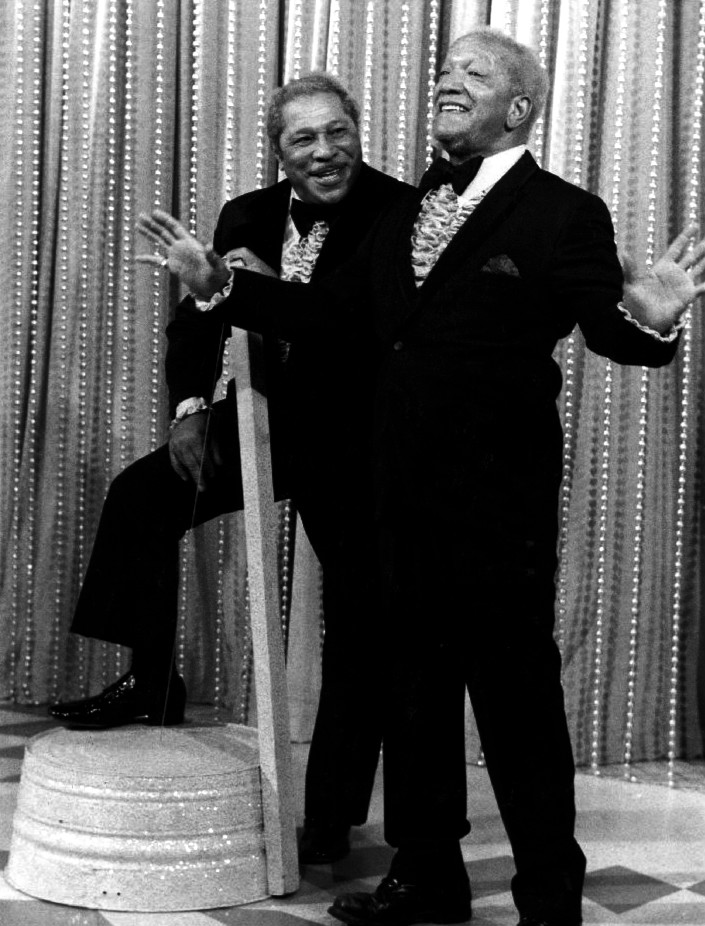
『サンフォード・アンド・サン』のエピソードでのドン・ベクスリーとレッド・フォックス

- ウィル・シェイド（英語版） 1920年から1966年に死去するまでレコーディングしていたメンフィス・ジャグ・バンドのボーカリスト兼多楽器奏者。
- カンサス・ジョー・マッコイ（英語版） ウォッシュタブ・ベース奏者兼多楽器奏者、1941年にアーサー・クルーダップとともに録音した。
- フリッツ・リッチモンド（英語版） (1939 – 2005)[2]はアメリカと日本で数多の録音で演奏した。リッチモンドのウォッシュタブ・ベースの一つはスミソニアン協会に収集されている。
- ドナルド・カチャンバ（英語版）とモーヤ・アリヤ、影響力のあるマラウィのグループ、カチャンバ・ブラザーズ・バンドのワン・ストリング・ボックス奏者。"Donald Kachamba's Kwela Band"[3]と "Malawi / Concert Kwela"[4]で聞くことができる。
- ブライアン・リッチー（英語版） ヴァイオレント・ファムズ（英語版）のメンバー、 'tubless electric washtub bass' を演奏[5]。
- レス・クレイプール（英語版） プライマスのメンバー、whamola と呼ばれる派生型をしばし演奏する。
- ビル・スミス、レン・ギャリー[6]、アイヴァン・ヴォーン（英語版）[7]、およびナイジェル・ウォレス（英語版）、クオリーメンのティー・チェスト・ベース奏者。
- レッド・フォックスとして知られるジョン・サンフォード、"Bon Bons" のウォッシュタブ・ベース奏者としてショービジネスをスタートした[8]。『サンフォード・アンド・サン（英語版）』の1976年12月17日放送のエピソード "Sanford and Gong" で、サンフォードとドン・"ブッバ"・ベクスリーが、ブッバがウォッシュタブ・ベースを演奏してザ・ゴングショーのオーディションを受けた。
- ボブ・ウィアー（英語版）とマイク・バーベットは、グレイトフル・デッドの前身であるMother McCree's Uptown Jug Champions の同名のアルバムでウォッシュタブ・ベースを演奏した。
- ステュ・クック（英語版） クリーデンス・クリアウォーター・リバイバルのベーシスト、アルバム Willy and the Poor Boys　収録の "Poorboy Shuffle" でウォッシュタブ・ベースを演奏した[9]。1969年12月1日のABCテレビのバラエティ番組 Music Scene 内の  "Down on the Corner" の収録で、この楽器を演奏するふりをした[10]。
- ライオネル・キルバーグ (1930–2008)、1950年代と1960年代のニューヨークにおけるフォーク・ミュージック・リバイバルでのシャンティ・ボーイズのプロモーター兼「ブラウニー・ベース」奏者で、ケイト・ウルフ（英語版）をフィーチャーした1973年のアルバム We Walked by the Water[11] のプロデューサー/作詞家/演奏者。
- ザット・ワン・ガイ（英語版）は「マジック・パイプ」と呼ばれるウォッシュタブ・ベースの派生形と、その他のいくつかの自作楽器を演奏している。